# 希土战争 (1919年—1922年)
1919年至1922年的希土战争 （或称第二次希土战争），指的是在1919年到1922年期间爆发在希腊王国和土耳其國民運動间的战争。
希臘戰役的發起主要是因為西方協約國，特別是英國首相大衛·勞合喬治，曾承諾以犧牲最近在第一次世界大戰中戰敗的鄂圖曼帝國為代價給予希臘領土，因為在鄂圖曼帝國占領該地區之前，安納托利亞一直是古希臘和拜占庭帝國的一部分。1919年5月15日，希臘軍隊在士麥那（現伊茲密爾）登陸時，武裝衝突就開始了。随后，他们向内陆推进并控制了安纳托利亚的西部及西北部，这些地区包括马尼萨、巴勒克埃西爾、艾登、屈塔希亚、布尔萨及埃斯基谢希尔等城市。1921年的薩卡里亞戰役中，土耳其軍隊阻止了他們的前進。1922年8月，隨著土耳其的反擊，希臘戰線土崩瓦解，而隨著土耳其軍隊重新奪回士麥那和士麥那大火後，戰爭逐告終了。
战争结束后，希腊政府接受了土耳其国民运动的要求，撤回到了战前边界以内，从而将东色雷斯和西安納托利亞留给了土耳其。一战时的协约国放弃了《色佛尔条约》，在瑞士的洛桑与土耳其民族运动谈判签订了一纸新条约，此便是《洛桑条约》。洛桑条约承认土耳其共和国的独立主权及其对安纳托利亚、伊斯坦布尔和东色雷斯的主权。另外，希腊和土耳其政府同意两国进行人口交换。

## 背景

### 地緣政治背景

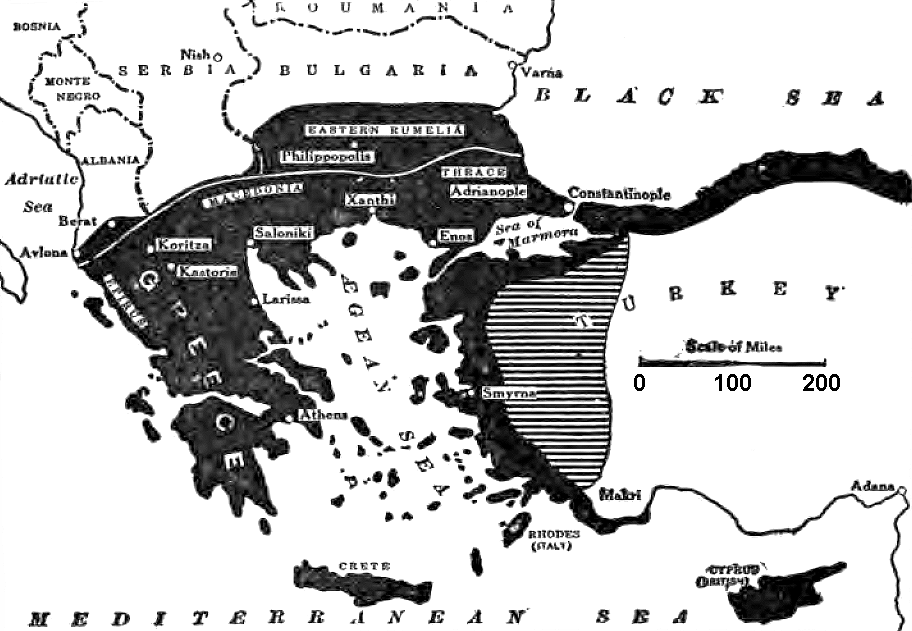
偉大理想之地圖

這場衝突的地緣政治背景與鄂圖曼帝國的分裂有關，這是第一次世界大戰的直接後果以及鄂圖曼帝國介入中東戰場的直接後果。作為瓜分鄂圖曼帝國的一部分，希臘收到了協約國允許其在士麥那登陸的命令。1920年8月10日，鄂圖曼帝國政府在這場戰爭中徹底垮台並簽訂了《色佛爾條約》，鄂圖曼帝國就這麼被協約國瓜分。
第一次世界大戰結束時，便有許多關於瓜分鄂圖曼帝國的秘密協議。三國協約曾就希臘對小亞細亞的期望之戰後安排，做出了相互矛盾的承諾。
西方協約國中，尤其是英國首相大衛·勞合喬治曾承諾希臘如果加入協約國一方，便可犧牲鄂圖曼帝國來獲得希臘想要的領土。其中包括東色雷斯、印布洛斯島和特內多斯島（即博茲賈島），以及圍繞士麥那市的安納托利亞西部之部分地區──那裡有著大量的希臘人人口。
義大利和英法否認了曾於1917年4月26日簽署的聖讓德莫里埃納協議，解決了義大利的「中東利益」，可能會被希臘佔領所推翻，因為士麥那（伊茲密爾）曾是承諾給義大利的領土之一部分。在希臘進行佔領之前，參加1919年巴黎和會的義大利代表團對於希臘佔領西安納托利亞的可能而感到憤怒，因而離開了會議，直到5月5日才返回巴黎。義大利代表團的缺席最終促成了勞合喬治說服法國和美國，支持希臘並阻止義大利在西安納托利亞進行佔領行動的努力。
根據一些歷史學家的說法，正因希臘對士麥那的佔領，才有了土耳其民族運動。阿諾德·約瑟·湯恩比(Arnold J. Toynbee) 認為：「此時爆發的土耳其希臘戰爭是一場土耳其保衛安納托利亞家園的防禦性戰爭。這是西方協約國帝國主義在外國胡亂運作的結果，其軍事資源和力量被嚴重低估；無倫如何，它是由希臘佔領軍的無端入侵所引起的。」根據其他人的說法，希臘軍隊在士麥那登陸是埃萊夫塞里奧斯·韋尼澤洛斯計劃的一部分，該計劃受到偉大理想的啟發，是為了解放小亞細亞的大量希臘人人口。在士麥那大火之前，士麥那的希臘人人口比希臘首都雅典還多。在希臘和土耳其之間進行人口交換之前，雅典的人口為473,000人；而根據鄂圖曼帝國當局的消息顯示，士麥那在1910年的希臘人人口超過629,000人。

### 安納托利亞的希臘人群體
希臘政府提出發起小亞細亞征服的原因之一，是安納托利亞有大量講希臘語的東正教基督徒需要保護。希臘人自古以來就生活在小亞細亞，在第一次世界大戰爆發之前，多達250萬希臘人生活在鄂圖曼帝國。許多歷史學家對希臘人在希臘本土聲稱擁有的土地上佔人口大多數的說法提出異議。塞德里克·詹姆斯·洛和邁克爾·L·多克爾還認為，希臘人對士麥那的主張充其量是值得商榷的，因為希臘人可能僅佔多數，更有可能是士麥那維拉耶特的一個大少數，「更何況是位於突厥人占絕大多數的安納托利亞地區」。鄂圖曼帝國是根據宗教而不是血統、語言或自我認同來劃分人口的政策，進一步模糊了精確的人口統計數據。另一方面，同時期的英國和美國統計數據（1919 年）支持這樣一個觀點，即希臘元素在士麥那地區最多，有375,000人，而穆斯林為325,000人。
希臘總理韋尼澤洛斯對一家英國報紙表示：「希臘不是在向伊斯蘭教開戰，而是在向不合時宜的鄂圖曼帝國，以及其腐敗、可恥和血腥的政府開戰，以期將其驅逐出希臘人佔多數的領土。」
在某種程度上，為了獲得協約國政府的支持，韋尼澤洛斯作為塞弗爾桌上的一張談判牌可能誇大了上述危險。例如：青年土耳其黨人在戰爭時期還沒有掌權，這使得戰爭的理由不那麼直接。該政權的大多數領導人在第一次世界大戰結束時紛紛逃離該國，坐落於君士坦丁堡的鄂圖曼帝國政府已然在英國的控制之下。此外，在第一次世界大戰的早期階段，在這些殺戳發生之前，韋尼澤洛斯便已經表達了他想要吞併鄂圖曼帝國領土的願望。在1915年1月寫給希臘國王康斯坦丁一世的一封信中，他寫道：「我的印像是，在小亞細亞對希臘的讓步⋯⋯將如此廣泛，以至於在勝利的巴爾幹戰爭中出現的翻倍的希臘，將增加另一個同樣大但不那麼富裕的希臘。」
由於鄂圖曼帝國的失敗，希臘的入侵可能反而加劇了它應該防止的暴行。阿諾德·約瑟·湯恩比（Arnold J. Toynbee）將英國和希臘奉行的政策以及巴黎和會的決定歸咎於導致雙方在戰時和戰後犯下的暴行：「『本都』 的希臘人和被希臘佔領的土耳其人在某種程度上是韋尼澤洛斯先生和勞合喬治先生在巴黎最初的錯誤估計的受害者。」

### 希臘統一主義

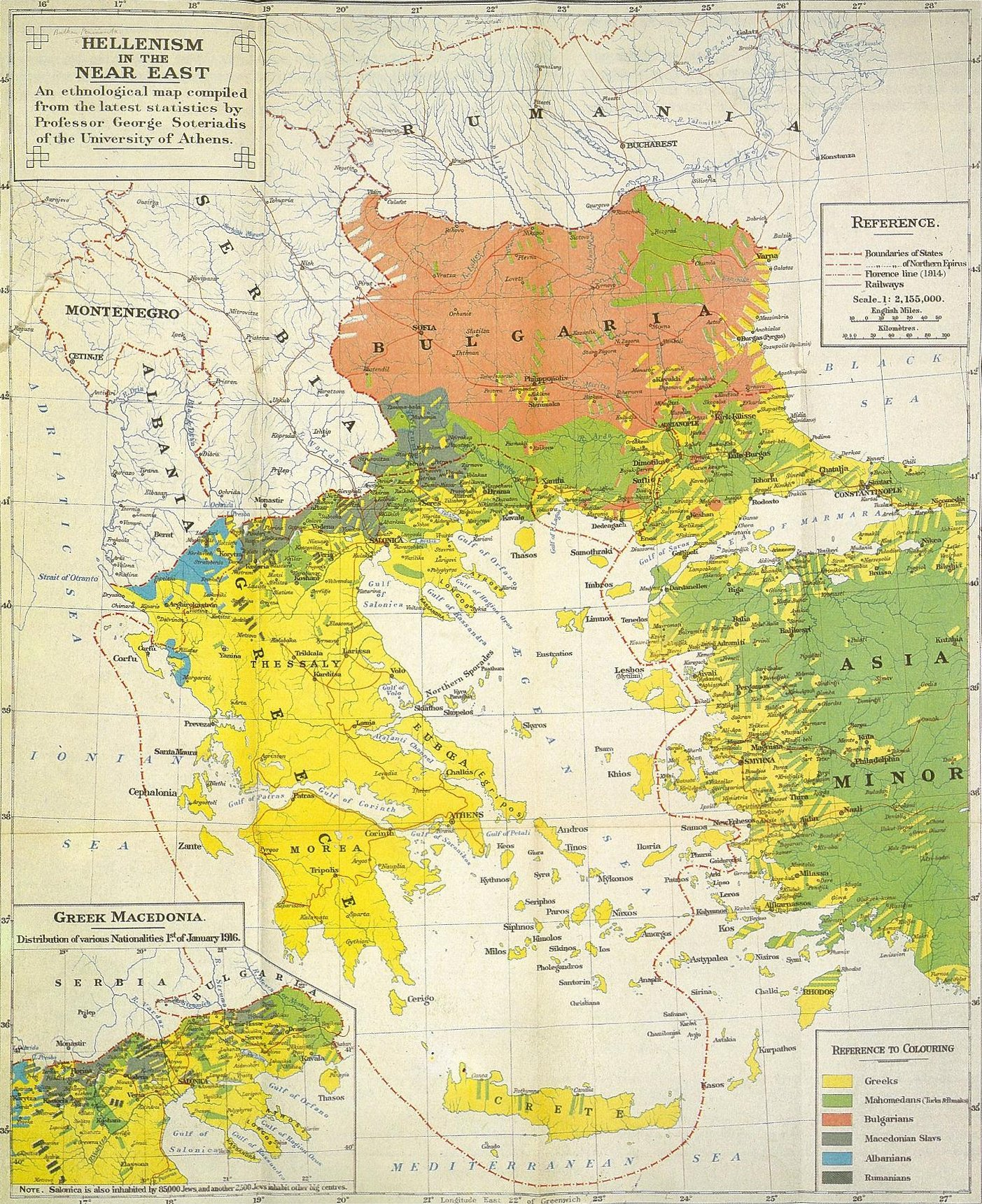
根據1919年提交給巴黎和會的新希臘王國地圖，地圖上包括了原希臘王國疆域和散居在巴爾幹半島和小亞細亞西部的希臘僑民

發動戰爭的主要動機之一，是實現希臘民族主義的核心概念：偉大理想。偉大理想是一個民族主義者的願景，即在愛琴海兩岸恢復大希臘，將希臘王國邊界以外的希臘人口納入領土，它最初很小——大約是當今希臘共和國的一半。自1830年希臘從鄂圖曼帝國獨立以來，偉大理想在希臘政治中發揮了重要作用。希臘政界人士自希臘獨立以來，就「希臘王國擴張的歷史必然性」問題多次發表談話。例如希臘政治家約安尼斯·科萊提斯在1844年的議會中表達了這一信念：「世上將會有兩個偉大的希臘化中心。雅典是王國的首都。君士坦丁堡則是是偉大的首都、城市，是所有希臘人的夢想和希望。」
偉大理想不僅僅是19世紀民族主義興盛的產物，一方面，它深深植根於許多希臘人的宗教意識中。這方面是為了收復基督教世界的君士坦丁堡，以及在1453年垮台的基督教拜占庭帝國的重建。「從那時起，聖索菲亞和這座城市的複興，就作為希臘東正教的命運和願望，代代相傳。」除了君士坦丁堡之外，偉大理想還包括希臘人的大部分故土，包括克里特島、色薩利、伊庇魯斯、馬其頓、色雷斯、愛琴海諸島、賽普勒斯、小亞細亞海岸和黑海的本都。小亞細亞是希臘世界的重要組成部分，也是希臘文化長期佔據主導地位的地區。在古代，從青銅時代晚期到羅馬征服為止，希臘城邦甚至對該地區的大部分地區進行了政治控制，除了在公元前550-470年前之外，當時它是阿契美尼德帝國的一部分。後來在中世紀，該地區一直屬於拜占庭帝國，直到12世紀時塞爾柱土耳其人第一次襲擊到達該地區為止。

### 希臘的民族分裂
在第一次世界大戰爆發前，希臘的政治社會基本上可以分為兩個派系。一個由埃萊夫塞里奧斯·韋尼澤洛斯領導，另一個由康斯坦丁一世國王領導，而在一戰爆發後，兩派系的矛盾也因要支持哪一方而加劇。
英國基於戰略考量，曾嘗試說服康士坦丁一世加入協約國，但國王及其支持者堅持保持中立，畢竟衝突結果難以預測。此外，家庭關係和情感依戀使康斯坦丁在第一次世界大戰期間難以決定支持哪一方。當與希臘王國敵對的鄂圖曼帝國和保加利亞皆加入同盟國時，國王的處境益發尷尬。
儘管君士坦丁確實恪守絕對中立，但希臘總理埃萊夫塞里奧斯·韋尼澤洛斯從很早的時候就決定加入協約國，認為此舉對希臘最有利，並致力與協約國發展外交，為最終的勝利做好準備。但隨著國王與總理之間的矛盾加劇，兩人的衝突也逐漸延伸至他們的追隨者，甚至是全希臘社會。在國王拒絕執行韋尼澤洛斯的外交政策之後，韋尼澤洛斯直接在希臘北部建立一個反王室的政權，導致希臘分裂成兩個完全對立的政治陣營，最終國王在協約國壓力下被迫退位。1917年5月，康士坦丁一世流亡後，韋尼澤洛斯返回雅典並與協約國結盟。希臘軍隊（雖然分為君主制支持者和「威尼澤主義」支持者）開始在邊界上參與針對保加利亞軍隊的軍事行動。
參戰和之前的事件導致了第一次世界大戰後希臘的深刻政治和社會分裂。該國最重要的政治組織，韋尼澤派自由黨和保皇黨，已經捲入了對戰前政治的長期而激烈的競爭，達到了對彼此徹底仇恨的狀態。雙方都認為對方在第一次世界大戰期間的行為在政治上是非法的和叛國的。這種敵意不可避免地蔓延到整個希臘社會，造成了深深的裂痕，這對失敗的小亞細亞戰役起到了決定性的作用，並導致了戰期間希臘的許多社會動盪。

## 希臘的擴張

直到1922年8月的希臘軍事進程發展地圖

戰爭的軍事方面始於穆茲羅斯停戰協定。希臘-土耳其戰爭的軍事行動大致可分為三個主要階段：第1階段：1919年5月至1920年10月期間，希臘軍隊登陸小亞細亞並鞏固愛琴海沿岸的占領地；第2階段從1920年10月持續到1921年8月，是希臘的進攻時刻。第3個也是最後一個階段一直持續到1922年8月，當時土耳其軍隊掌握了戰略主動權。

### 登陸士麥那（1919年5月）

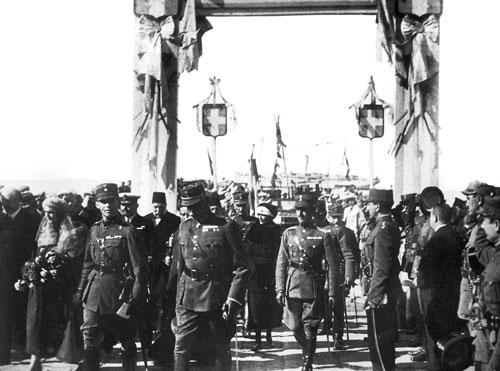
1919年喬治王儲抵達士麥那

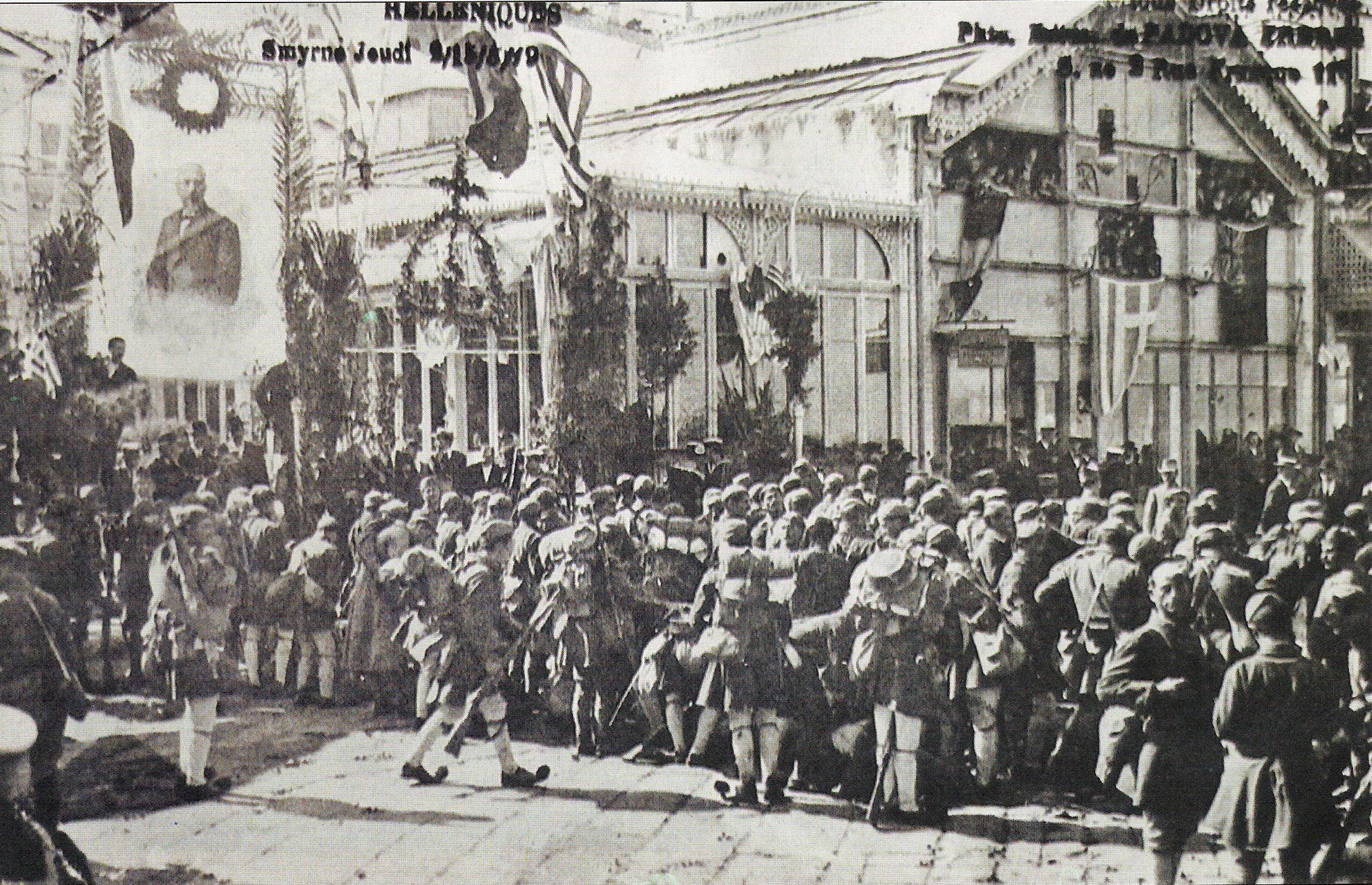
1919年5月15日，希臘士兵在士麥那（伊茲密爾）歡騰的希臘人人群中邁步走過

1919年5月15日，兩萬名希臘士兵登陸士麥那，並在希臘、法國和英國海軍的掩護下控制了這座城市及其周邊地區。登陸該城市的法律依據，見於穆茲羅斯停戰協定第7條，該條允許協約國盟軍「在出現威脅盟國安全的任何情況時，佔領任何的戰略要地」。此外，希臘人也已經將他們的軍隊帶入東色雷斯（君士坦丁堡及其周邊地區除外）。根據不同的消息來源，士麥那的基督徒人口（主要是希臘人和亞美尼亞人）與該市的穆斯林土耳其人口相比，前者為少數，後者為多數。希臘軍隊還包括2,500名亞美尼亞義勇軍。居住在該市的大多數希臘人以解放者的身份迎接希臘軍隊。

### 希臘夏季攻勢（1920年夏天）
1920年夏天，希臘軍隊向大門德雷斯河河谷、布爾薩和阿拉謝希爾之方向發動了一系列成功攻勢。這些行動的總體戰略目標是為了給士麥那的防禦提供戰略縱深，此時土耳其的抵抗也越來越強。至此，希臘佔領區已經擴展到安納托利亞西部和西北部的大部分地區。

### 色佛爾條約（1920年8月）

根據色佛爾條約瓜分鄂圖曼帝國

作為希臘軍隊在協約國一方的貢獻之回報，協約國支持將東色雷斯和士麥那的領土分配給希臘。該條約結束了第一次世界大戰的小亞細亞戰場，同時也決定了鄂圖曼帝國的命運。從此，鄂圖曼帝國黯然退出歐洲強國之列。
1920年8月10日，鄂圖曼帝國簽署了《色佛爾條約》，將色雷斯（直至卡塔爾卡線）割讓給希臘。更重要的是，土耳其放棄了對因布羅斯和特內多斯的所有領土主張，保留了君士坦丁堡的小領土、馬爾馬拉群島和「一小片歐洲領土」。博斯普魯斯海峽則被國際聯盟託管，而它們從現在起將對所有人開放。
此外，土耳其還被迫將「對士麥那的主權行使權」移交給希臘，此外還有一個相當大的腹地跟著移交出去，僅保留一面「外堡的旗幟」。儘管希臘管理著士麥那飛地，但其主權名義上仍歸鄂圖曼蘇丹所有。根據條約的規定，士麥那要維持一個地方自治的狀況，如果五年內她要求併入希臘王國，依照規定，市內將舉行公民投票以決定此類事項。
然而，該條約從未得到鄂圖曼帝國和希臘的批准。

### 希臘的攻勢與土耳其的戰略撤退（1920年10月）
1920年10月，在勞合喬治的鼓勵下，希臘軍隊進一步向東推進到安納托利亞，後者打算向土耳其和鄂圖曼帝國政府施加壓力，要求他們簽署《色佛爾條約》。這一進軍始於埃萊夫塞里奧斯·韋尼澤洛斯的自由黨政府，但進攻開始後不久，韋尼澤洛斯便下台並由迪米特里奧斯·古納里斯 (Dimitrios Gounaris) 取代。這些行動的戰略目標是擊敗土耳其民族主義者並迫使穆斯塔法·凱末爾進行和平談判。前進的希臘人在這一點上仍然擁有數量和現代裝備的優勢，他們希望早日進行一場戰鬥，他們也有信心在這場戰鬥中瓦解裝備不良的土耳其軍隊。然而，他們幾乎沒有遇到阻力，因為土耳其人設法有條不紊地撤退並避免被希臘軍包圍。邱吉爾對此表示：「希臘縱隊沿著鄉間小路，安全地穿過許多醜陋的污跡，但在他們接近時，土耳其人總能在強大而睿智的領導人指揮下，安全地消失在安納托利亞的深處。」

### 希臘政權更迭（1920年11月）

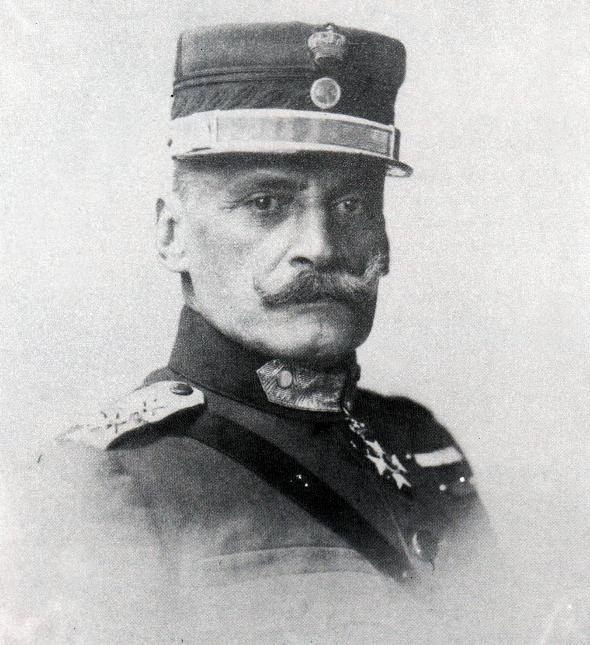
阿納斯塔西奧斯·帕普拉斯──希臘小亞細亞軍隊總司令

1920年10月，亞歷山大國王於1917年6月11日登上希臘王位，當時他的父親康斯坦丁一世被韋尼澤主義者驅逐，後來被皇家花園裡的一隻猴子咬傷，幾天內死於敗血症。亞歷山大國王去世後由於沒有繼承人，原定於1920年11月1日舉行的立法選舉，突然成為韋尼澤洛斯的支持者和保皇黨之間新衝突的焦點。反韋尼澤派的競選活動是基於對政府內部管理不善和專制態度的指控，由於戰爭因素，政府自1915年以來一直沒有選舉而繼續執政。與此同時，他們提出了小亞細亞脫離戰爭的想法，但沒有提出明確的計劃來說明這將如何發生。相反，韋尼澤洛斯被認為是一場似乎毫無進展幸的戰爭的持續。大多數希臘人既厭戰又厭倦了威尼澤主義者近乎獨裁的政權，因此選擇了改變。出乎很多人的意料，韋尼澤洛斯派僅贏得了369個席位中的118個。選舉的落敗迫使韋尼澤洛斯和他的一些最親密的支持者離開這個國家。直到今天，他當時舉行選舉的理由仍受到質疑。
迪米特里奧斯·古納里斯 (Dimitrios Gounaris) 領導的新政府準備就康士坦丁國王的回歸舉行公民投票。注意到國王在第一次世界大戰期間的敵對立場，協約國警告希臘政府，如果他重新登上王位，他們將切斷對希臘的所有財政和軍事援助。
一個月後，全民公投要求康士坦丁國王回歸。返回後不久，國王更換了許多第一次世界大戰的威尼澤派軍官，並任命缺乏經驗的君主主義軍官擔任高級職務。這場戰役的領導權交給了阿納斯塔西奧斯·帕普拉斯(Anastasios Papoulas)，而康士坦丁國王本人名義上承擔了總體指揮權。然而，士麥那的高級專員阿里斯蒂迪斯·斯特吉亞迪斯並未被撤職。此外，許多剩餘的威尼澤利斯特軍官對於政權的更迭而感到震驚。
以喬治·康迪利斯(Georgios Kondylis)為首的一群軍官在君士坦丁堡成立了一個「國防」組織，該組織與韋尼澤派的逃兵加強了聯繫，很快就開始批評雅典的保皇黨政府。
保衛士麥那和小亞細亞海岸的希臘軍隊在向安卡拉進軍時清除了大部分韋尼澤洛斯的支持者。然而，軍隊內部兩派之間的緊張局勢仍然存在。

### 伊諾努戰役（1920年12月 - 1921年3月）

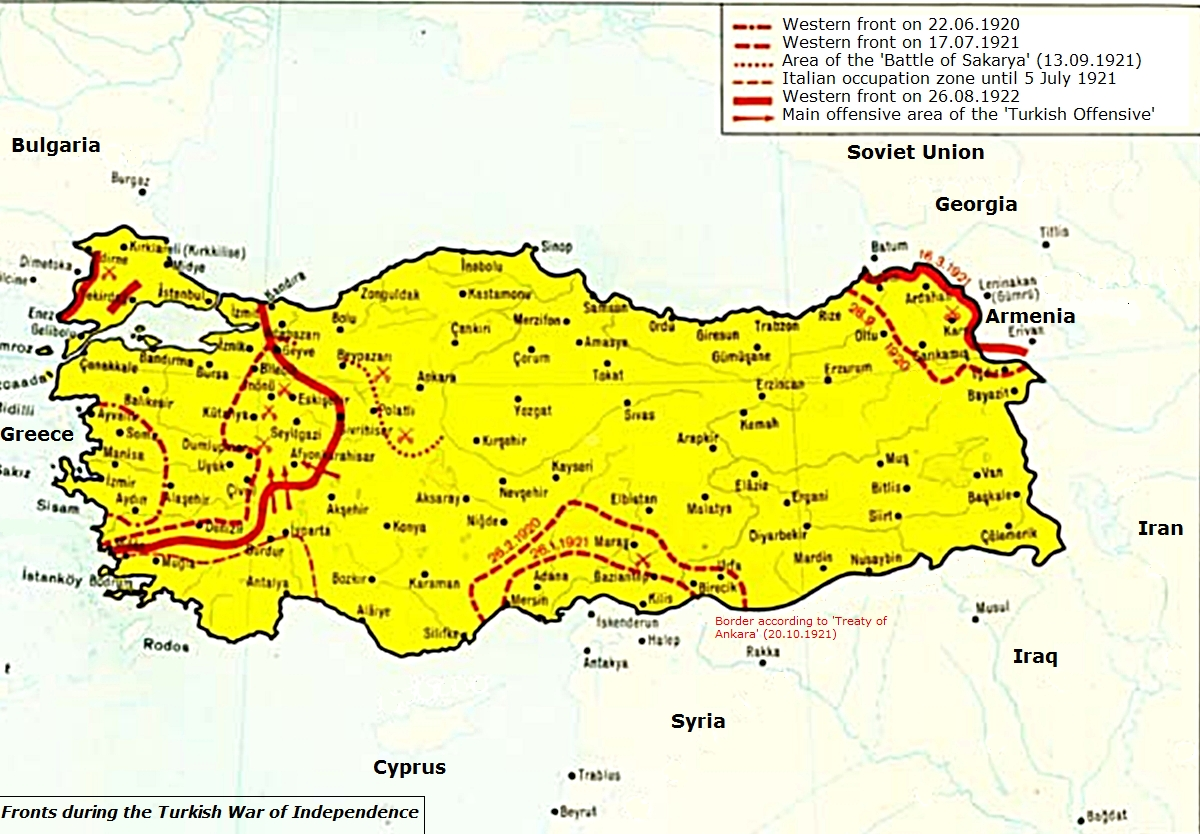
該地圖顯示希臘軍隊在西線推進的路線

到1920年12月，希臘人已在兩條戰線上推進，從西北和士麥那接近埃斯基謝希爾，並鞏固了他們的佔領區。1921年初，他們通過小規模偵察入侵恢復了前進，但遭到了根深蒂固的土耳其民族主義者的頑強抵抗，土耳其民族主義者的準備和裝備越來越好，已經有了正規軍的規模了。
希臘的進攻在1921年1月11日的第一次伊諾努戰役中第一次停止。儘管這是一場只涉及一個希臘軍隊的師的小對峙，但它對初出茅廬的土耳其革命者來說具有一定的政治意義。這一發展導致盟軍在倫敦的一次會議上提議修改《色佛爾條約》，土耳其革命政府和鄂圖曼帝國政府都出席了會議。
儘管與義大利、法國和英國達成了一些協議，但希臘政府並未同意這些決定，希臘政府認為他們仍然保留了戰略優勢，還可以從更有利的位置進行談判。希臘人在3月27日發起了另一次進攻，即第二次伊諾努戰役，土耳其軍隊在那裡進行了猛烈的抵抗，最終於3月30日阻止了希臘人。這段期間，土耳其軍隊得到了蘇俄的武器援助。

### 支持轉向土耳其革命者
到這個時候，所有其他戰線都已經有利於土耳其人，為希臘軍隊的主要威脅騰出了更多資源。法國和義大利與土耳其革命者簽訂了私人協議，以表彰他們不斷增長的實力。他們將希臘視為英國的客戶，並向土耳其人出售軍事裝備。如莫斯科條約所示，俄羅斯的新布爾什維克政府對土耳其革命者變得友好。布爾什維克黨用金錢和彈藥支持穆斯塔法·凱末爾和他的軍隊。僅在1920年，蘇俄就向凱末爾主義者提供了6,000支步槍、超過500萬支步槍彈藥筒、17,600發砲彈以及200.6公斤（442.2磅）金條。在隨後的兩年中，援助金額有所增加。

### 阿菲永卡拉希薩爾-埃斯基謝希爾戰役（1921年7月）

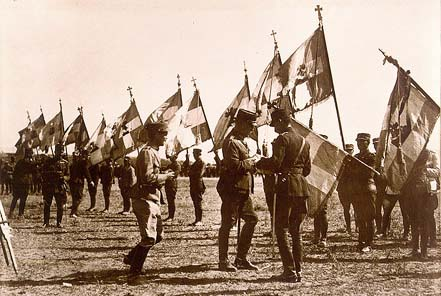
1921年康士坦丁國王在屈塔希亞外，裝飾勝利的戰旗

1921年6月27日至7月20日期間，一支由9個師組成的增援希臘軍隊，與由伊斯麥特·伊諾努指揮的土耳其軍隊，在阿菲永卡拉希薩爾-屈塔希亞-埃斯基謝希爾戰線上發起了一次重大攻勢──這是迄今為止最大規模的攻勢。希臘人的計劃是將安納托利亞一分為二，因為上述城鎮位於連接腹地和海岸的主要鐵路線上。然，希臘軍隊沒有繼續追擊並果斷地削弱土耳其民族主義者的軍事能力，而是停止了行動。結果，儘管土耳其人最後戰敗了，他們還是設法避免了包圍孤寂，並在薩卡里亞河以東進行戰略撤退，在那裡，他們建立了最後一道防線。
這是決定希臘在安納托利亞戰役命運的重大決定。該國和陸軍領導人，包括康士坦丁國王、總理迪米特里奧斯·古納里斯和阿納斯塔西奧斯·帕普拉斯將軍，在屈塔希亞會面，討論了這場戰役的未來發展。士氣低落的希臘人雖然重新振作了起來，但未能評估有利於防守方的戰略形勢；相反，為了尋求「最終解決方案」，領導層陷入了兩極化的冒險決定，即追擊土耳其人並攻擊他們靠近安卡拉的最後一道防線。軍方領導比較謹慎，要求增加增援和時間上的準備，但並沒有與政客作對。只有少數聲音支持防禦姿態，包括伊奧尼斯·美塔克薩斯。此時康士坦丁國王幾乎沒有實際權力，也沒有任何爭論的打算。經過將近一個月的延遲，土耳其人有足夠的時間建立他們的防禦戰線，後來希臘的七個師穿越了薩卡里亞河以東。

### 薩卡里亞之戰（1921年8、9月）

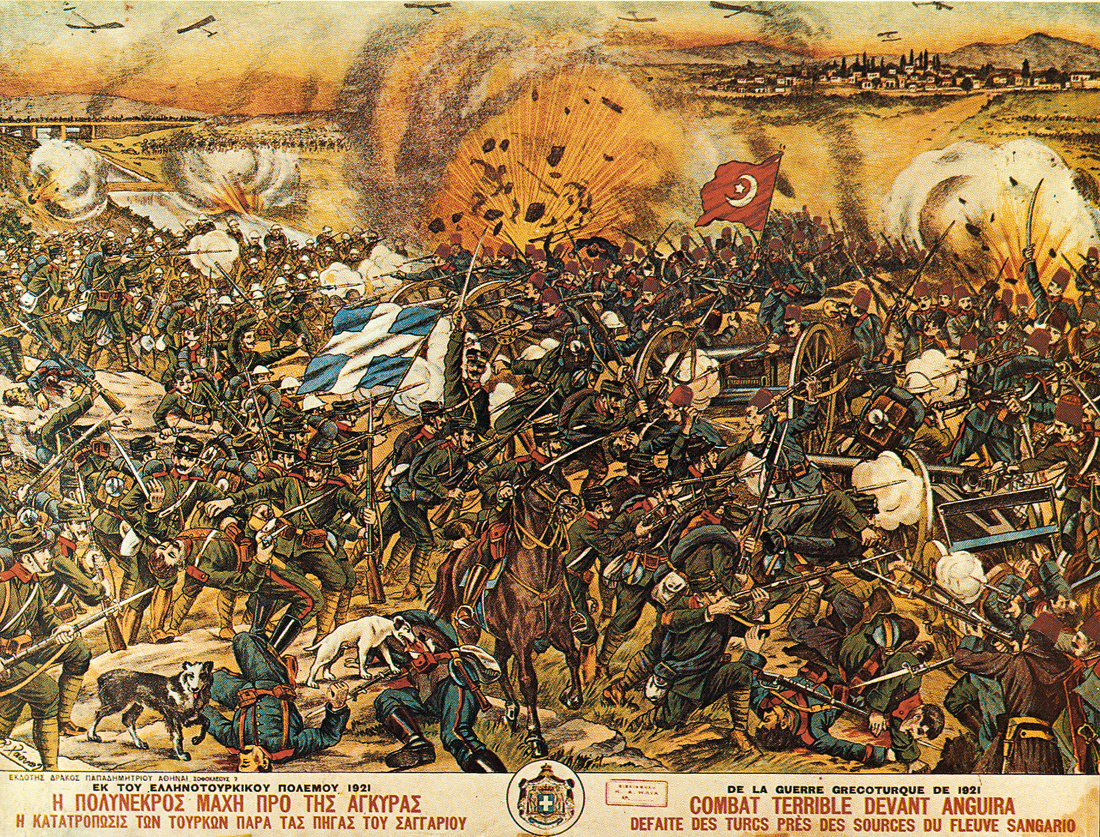
描繪薩卡里亞戰役的希臘石版畫

在伊斯麥特·伊諾努領導下的土耳其軍隊在屈塔希亞-埃斯基謝希爾戰役中撤退後，希臘軍隊重新向安卡拉以西不到100公里（62 英里）的薩卡里亞河（希臘語為Sangarios）推進。康士坦丁的戰鬥口號是「致安吉拉」，英國軍官被邀請參加凱末爾市的勝利晚宴。本來一直避免被包圍的土耳其革命黨人將被捲入保衛首都的戰鬥中，並在消耗戰中被摧毀。
儘管有蘇俄的幫助，但由於土耳其軍隊準備迎接希臘人，補給品嚴重短缺，私人步槍、槍支和彈藥的所有者不得不將它們交給軍隊，每家每戶都要提供一條內衣和一雙涼鞋。與此同時，土耳其議會對伊斯麥特·伊諾努作為西線指揮官的表現不大滿意，希望穆斯塔法·凱末爾和總參謀長費夫齊·恰克馬克接管政權。

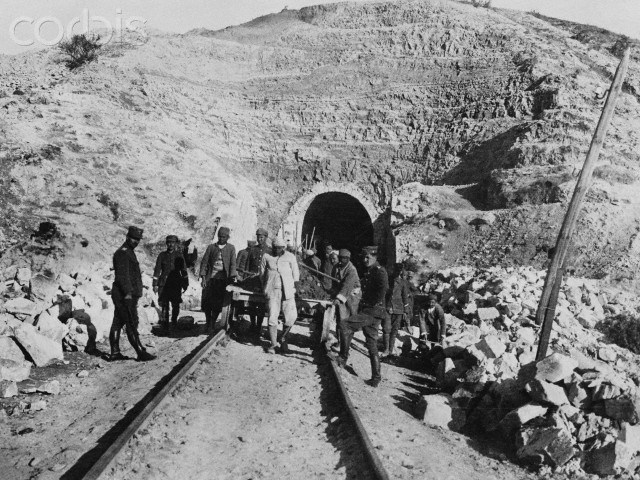
1921年8月在戰俘營工作的土耳其囚犯

希臘軍隊在一周內穿越沙漠，行軍200公里（120英里）到達攻擊陣地，因此土耳其人可以看到他們的到來。食品供應是40噸麵包和鹽、糖和茶，其餘的在途中搜刮出來。
希臘軍隊的推進遭到了激烈的抵抗，最終在為期21天的薩卡里亞戰役（1921年8月23日 9月13日）中達到了高峰。由於土耳其的防禦陣地集中在一系列高坡上，希臘人不得不猛攻並佔領它們。土耳其人佔領了某些山頂並失去了其他山頂，而一些山頂則多次失守並重新奪回。然而，土耳其人不得不節約人力，因為希臘軍隊擁有一定的數量優勢。此時的關鍵戰役到了，希臘軍隊試圖攻占安卡拉以南40公里（25英里）的哈伊馬納，但土耳其人最終還是堅守住了。希臘進軍安納托利亞的同時，延長了他們的補給線和通訊線，而他們的彈藥已經用完了。激烈的戰鬥讓雙方都筋疲力盡，但希臘人最先撤回了他們以前的陣線。整個戰鬥過程中，安卡拉市內都可清楚地聽到了大砲的轟鳴聲。
那是希臘人在安納托利亞推進的最遠距離，幾週內他們有條不紊地撤回到他們在6月保持的陣線。土耳其議會授予穆斯塔法·凱末爾和費夫齊·恰克馬克元帥稱號，以表彰他們在這場戰鬥中的貢獻。直到今天，還沒有其他人從土耳其共和國獲得過這個五星級的將軍頭銜。

### 僵持不下（1921年9月 - 1922年8月）

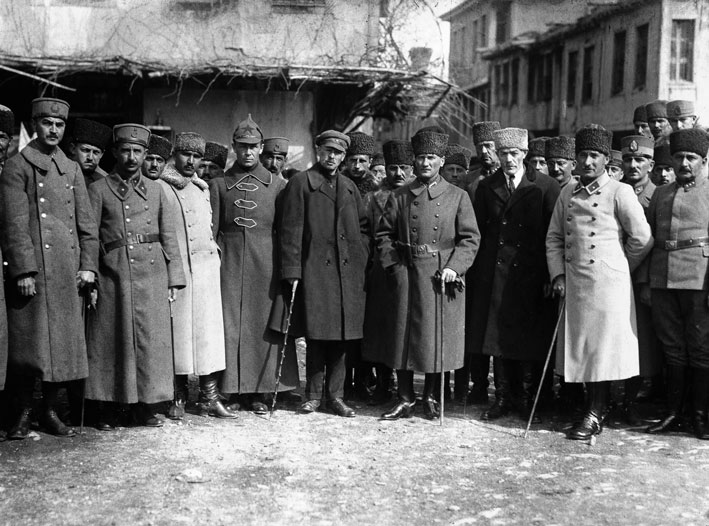
穆斯塔法·凱末爾訪問恰伊，拍攝時間為1922年3月31日上午。

由於未能達成軍事解決方案，希臘向協約國尋求幫助，但在1922年初，英國、法國和義大利認為《色佛爾條約》已經「不合時宜」，必須進行修訂。根據這一決定，義大利和法國的軍隊紛紛撤離了他們的陣地，使得希臘人獨自面對著土耳其軍隊。
1922年3月，盟軍提議停戰。穆斯塔法·凱末爾認為自己現在擁有戰略優勢，因此拒絕在希臘人留在安納托利亞期間進行任何談判，並加緊努力重組土耳其軍隊，以對希臘人進行最後的反擊。與此同時，希臘人加強了他們的防禦陣地，但由於保持防禦的不作為和戰爭的延長，他們的士氣是愈發低下。希臘政府迫切希望得到英國的一些軍事支持，或至少有貸款支持，因此它制定了一個不周到的計劃，透過威脅英國在君士坦丁堡的地位，並在外交上強迫英國，但這從未實現過。此時佔領君士坦丁堡將是一件容易的事，因為駐紮在那裡的盟軍部隊比色雷斯的希臘軍隊少得多（兩個師）。但最終的結果是透過撤軍，削弱了希臘在士麥那的防禦。另一方面，土耳其軍隊是蘇俄重要援助的接受者。4月29日，蘇俄當局向土耳其領事提供了關鍵數量的武器和彈藥，足夠三個土耳其師使用。5月3日，蘇俄政府向土耳其移交了3,350萬金盧布——其中1,000萬金盧布作為信貸結餘。
希臘的反戰呼聲越來越高，要求撤軍，士氣低落的宣傳在部隊中蔓延。一些被撤職的韋尼澤洛斯軍官組織了一場「國防」運動，並策劃了一場脫離雅典的政變，但始終沒有得到韋尼澤洛斯的支持，後來他們的所有行動都沒有結果。
歷史學家馬爾科姆·亞普寫道：
在3月的談判失敗後，希臘人的明顯行動方針是撤退到伊茲密爾周圍的防禦線，但此時，此時開始幻想直指希臘的政策：堅守陣地並計劃奪取君士坦丁堡，儘管後者的計劃在7月，因盟軍的反對而被迫放棄。」

## 土耳其的反攻

### 杜姆盧皮納爾戰役

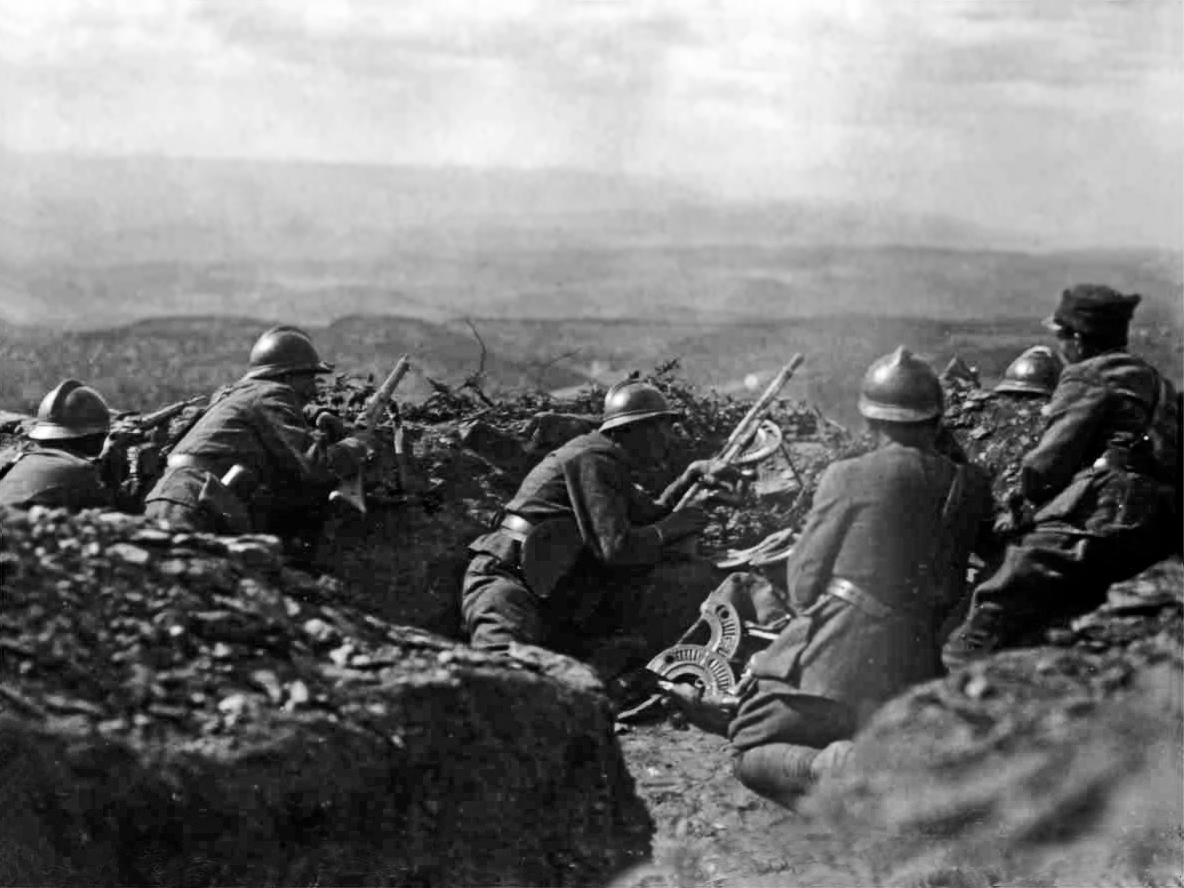
1922年8月29日在阿菲永卡拉希薩爾附近的希臘士兵

土耳其人終於在同年8月26日發起了反擊，土耳其人稱之為「大攻勢」（Büyük Taarruz）。8月26日，希臘主要防禦陣地被佔領，次日阿菲永卡拉希薩爾陷落。8月30日，希臘軍隊在杜姆盧皮納爾戰役中被決定性地擊敗，許多士兵被俘或被殺，大部分裝備也丟失。這一天被稱為勝利日，這是土耳其的國定假日和屈塔希亞收復日。在戰鬥中，希臘將軍尼古拉斯·特里庫皮斯和基蒙·迪格尼斯被土耳其軍隊俘虜。他們直到特里庫皮斯將軍在被捕後，才得知他最近被任命為哈齊亞內斯蒂斯將軍的總司令。據希臘陸軍總參謀部稱，1922年8月30日，由於缺乏彈藥、食物和補給，尼古拉斯·特里庫皮斯和基蒙·迪格尼斯少將在卡拉賈希薩爾村投降。9月1日，穆斯塔法·凱末爾向土耳其軍隊發出了著名的命令：「軍隊們，你們的第一個目標是地中海，前進！」

### 向士麥那進軍
9月2日，埃斯基謝希爾被土耳其收復，希臘政府要求英國安排停火協議，以至少保留其在士麥那的統治。然而，穆斯塔法·凱末爾·阿塔圖克斷然拒絕承認即使是希臘對士麥那的臨時佔領，並稱其為外國採取了侵略性的軍事政策的占領。巴勒克埃西爾和比萊吉克於9月6日被收復，艾登於第二天被收復。馬尼薩則於9月8日被收復。雅典政府因而下台。土耳其騎兵於9月9日進入士麥那。蓋姆利克和穆達亞相繼於9月11日收復，整個希臘師投降。希臘軍隊於9月18日徹底驅逐出安那托利亞。正如歷史學家喬治·倫佐夫斯基所說：「進攻一旦開始，就取得了令人眼花繚亂的成功。隨後，土耳其人在兩週內將希臘軍隊趕回了地中海。」

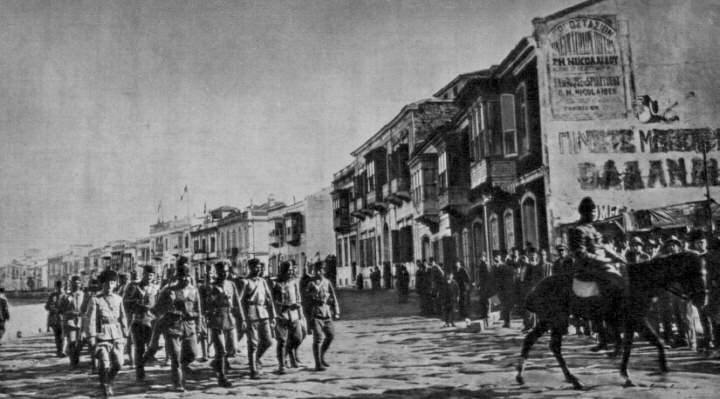
穆斯塔法·凱末爾帕夏 (Mustafa Kemal Pasha) 指揮的土耳其軍隊於1922年9月9日進入士麥那（伊茲密爾）。
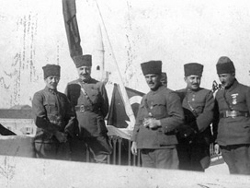
1922年9月9日，在伊茲密爾總督府上懸掛的土耳其國旗。
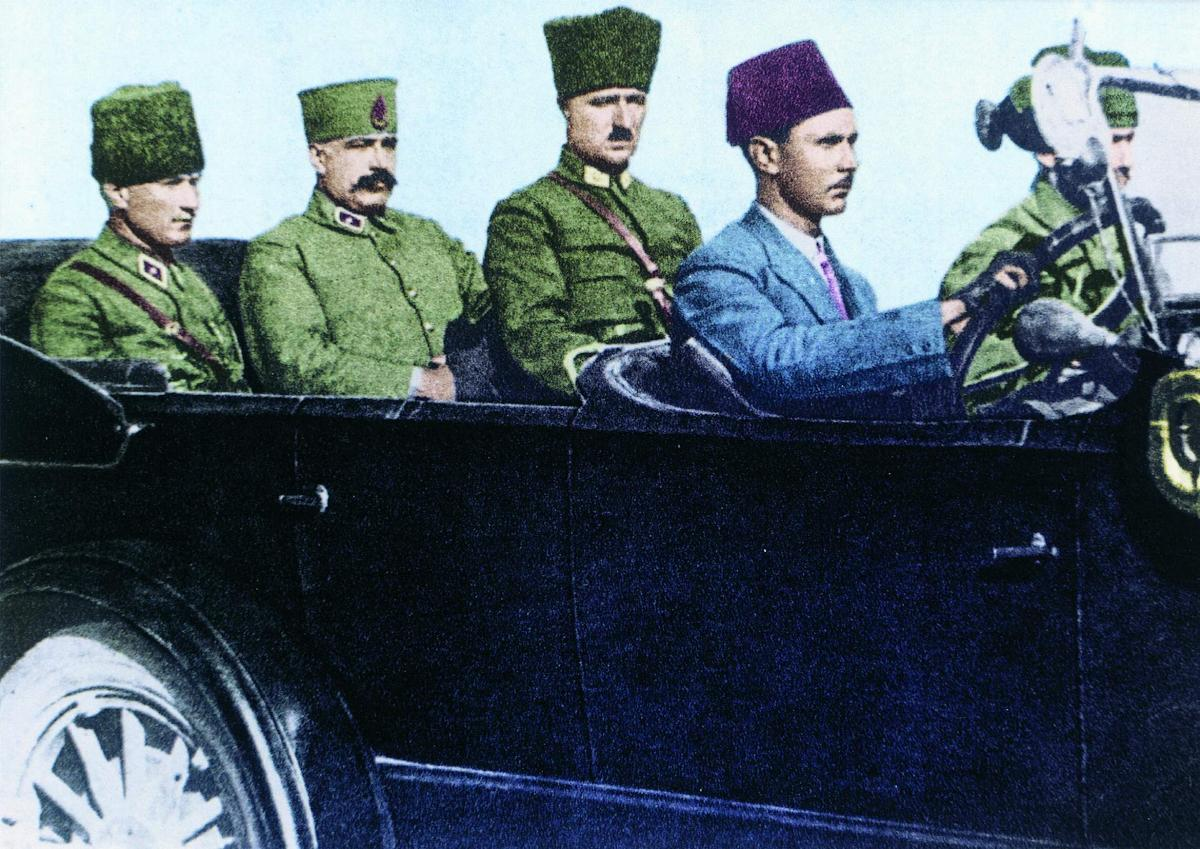
1922年9月10日，總司令穆斯塔法·凱末爾帕夏 (Mushir Mustafa Kemal Pasha) 與費夫齊·恰克馬克帕夏 (Mushir Fevzi Pasha) 和副官薩利赫·博佐克（英语：Salih Bozok） (Salih Bey) 少校一起抵達伊茲密爾。
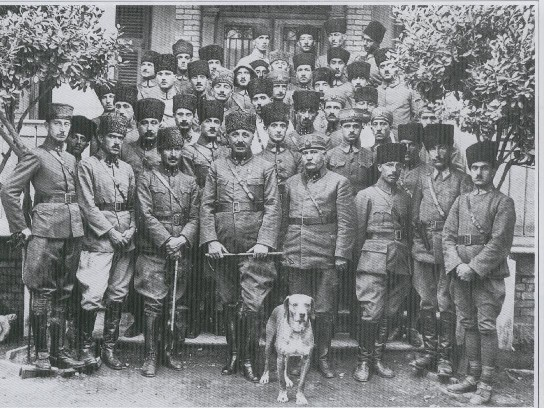
首次訪問伊茲密爾的法赫雷丁·阿爾泰（英语：Fahrettin Pasha）少將（英语：Mirliva）

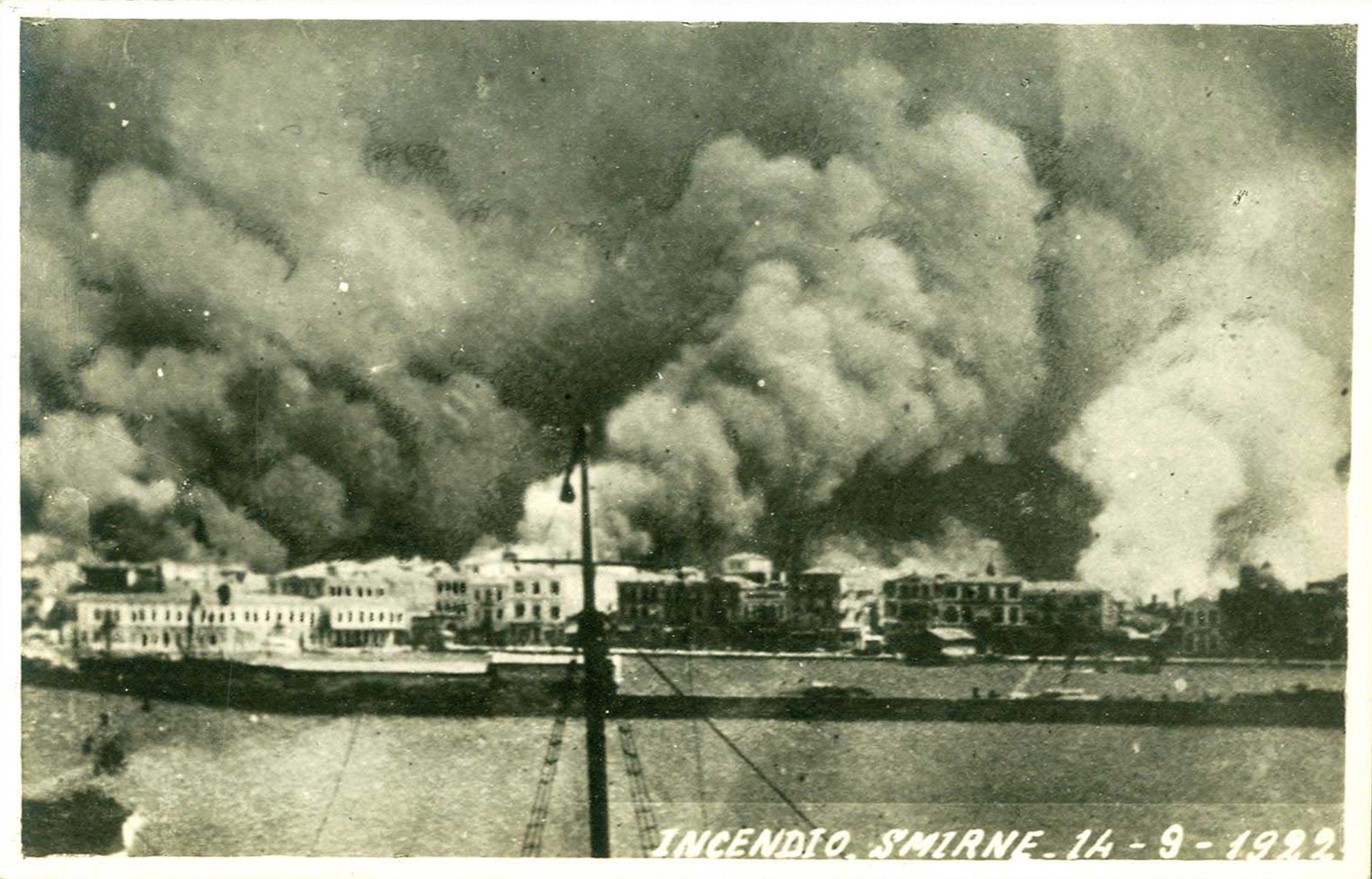
從義大利船隻上看到的士麥那大火，拍攝於1922年9月14日

土耳其騎兵的先頭部隊於9月8日進入士麥那郊區。此時希臘總部已經撤離該鎮。9月9日星期六早上十一點左右，土耳其騎兵騎馬進城。9月10日，穆斯塔法·凱末爾 (Mustafa Kemal) 在可能出現社會混亂的風險下迅速發佈公告，將任何傷害非戰鬥人員的土耳其士兵判處死刑。在土耳其占領這座城市的前幾天，穆斯塔法·凱末爾 (Mustafa Kemal) 的使者散發了用希臘文寫成的這份命令的傳單。穆斯塔法·凱末爾說道：安卡拉政府不會對發生的任何大屠殺負責。
很快地，希臘和亞美尼亞民眾都遭受了暴力對待，他們的財產也遭到剝奪。大多數目擊者報告指出，土耳其軍隊在該市放火。 這座城市的希臘和亞美尼亞住宅區被燒毀，土耳其和猶太人的住宅區則安然無恙。

### 恰納卡萊危機
重新奪回士麥那後，土耳其軍隊向北前往博斯普魯斯海峽、馬摩拉海和達達尼爾海峽，在那裡，盟軍的駐軍得到了來自君士坦丁堡的英國、法國和義大利軍隊的增援。在9月15日發表在《每日郵報》上的採訪中，穆斯塔法·凱末爾 (Mustafa Kemal) 表示：「在我們最近的勝利之後，我們的要求和以前一樣。我們要求小亞細亞、色雷斯到馬里薩河和君士坦丁堡⋯⋯我們必須擁有我們的首都，在這種情況下，我將不得不率領我的軍隊向君士坦丁堡進軍，這將是幾天之內完成的事情。當然，我肯定更願意通過談判來重新獲得之，不過我自然不能無限期地等待這個談判的到來。」
大約在這個時候，幾名土耳其軍官被派去到君士坦丁堡進行秘密滲透，以幫助組織在發生戰爭時居住在該市的土耳其人們。例如當時擔任《多倫多星報》的戰地記者厄尼斯特·海明威 (Ernest Hemingway) 報導說：
|  | 「又一個晚上，一艘英國驅逐艦……攔住了一群從小亞細亞過境的土耳其婦女……在搜查武器時，結果發現所有的女性實際上都是男性。他們全都全副武裝，經證實後，他們是凱末爾派軍官的指派下，派往郊區組織的土耳其人，以防君士坦丁堡遭到襲擊。」 |

英國內閣最初決定必要時在達達尼爾海峽抵抗土耳其人，並請求法國和義大利幫助希臘人留在色雷斯東部。英國政府還向其殖民地發出了軍事支援請求。然而，殖民地的反應是否決這個要求（紐西蘭除外）。此外，義大利和法國軍隊紛紛放棄了他們在海峽的陣地，讓英國獨自面對土耳其人。9月24日，穆斯塔法·凱末爾 (Mustafa Kemal) 的軍隊進入海峽區，並拒絕了英國人的離開請求。英國內閣在此事上存在分歧，但最終還是阻止了任何可能的武裝衝突。駐君士坦丁堡盟軍指揮官英國將軍查爾斯·哈靈頓 (Charles Harington) 阻止他的部下向土耳其人開火，並警告英國內閣不要進行任何輕率的冒險。希臘艦隊應他的要求離開了君士坦丁堡。英國人最終決定迫使希臘人撤退到東色雷斯的馬里查河以西。這舉動使穆斯塔法·凱末爾最終接受並開始進行停戰談判。

## 決議
穆達亞停戰協定於1922年10月11日結束。盟軍（英國、法國和義大利）保留了對色雷斯東部和博斯普魯斯海峽的控制權。希臘人須撤離這些地區。該協議於1922年10月15日開始生效，也就是希臘方面同意簽署的一天後。

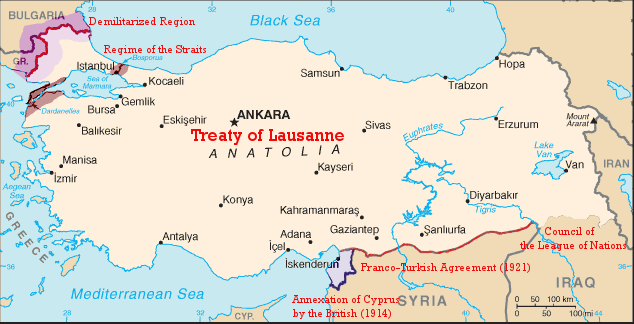
土耳其地圖，上面有洛桑條約所規定的西部邊界

穆達亞停戰協議之後便是洛桑條約。除了該條約外，土耳其和希臘達成了一項涉及人口交換的協議。超過一百萬希臘東正教基督徒因而流離失所；他們中的大多數被重新安置在阿提卡和新合併的希臘領土：馬其頓和西色雷斯，並與大約500,000名從希臘領土流離失所的穆斯林進行了人口交換。

### 影響戰爭結果之因素
希臘人估計，儘管法國和英國警告不要低估敵人，但他們認為只需要三個月的時間就可以以一己之力擊敗已經被削弱的土耳其人。在四年的流血衝突中已經筋疲力盡的協約國們，已經不願意再參與新的戰爭並為希臘賣命。1921年2月的倫敦會議上，希臘總理尼古拉斯·卡洛格羅普洛斯透露，希臘軍隊的士氣非常高，他們的勇氣毋庸置疑，他補充道：在他看來凱末爾的軍隊鎮「不算是正規軍，只是一群不值得考慮或根本不值得考慮的烏合之眾」罷了。儘管如此，盟軍仍懷疑著希臘向安納托利亞推進的能力，畢竟他們將面臨著土耳其廣闊的領土、漫長的交通線、希臘本身國庫的財政短缺，以及最重要的是土耳其農民/士兵的堅韌不拔。1921年7月，希臘在第一次和第二次伊諾努戰役中未能擊潰並擊敗新成立不久的土耳其軍隊後，義大利便開始撤離他們在安納托利亞西南部的佔領區。此外，義大利還聲稱希臘違反了四國委員會規定的希臘佔領區之限制。另一方面，法國在奇里乞亞與土耳其民族主義者建立了自己的戰線。法國和其他盟國一樣，也已經打算支持土耳其人的國家，以建立一個強大的緩衝國家來對抗布爾什維克黨國（即蘇俄），並打算就此撤軍。在希臘人在決定性的薩卡里亞戰役中再次未能擊敗土耳其人之後，法國人終於在1921年10月下旬，與土耳其人簽署了《安卡拉條約》。此外，盟軍並未完全允許希臘海軍對黑海沿岸實施封鎖，這可能會限制到土耳其的食品、材料之進口。儘管如此，希臘海軍還是轟炸了一些較大的港口（1921年6月和7月的伊內博盧；1921年7月的特拉布宗與錫諾普；1921年8月的里澤與特拉布宗；1921年9月的阿拉克勒、泰爾梅與特拉布宗；1921年10月的伊茲密特；1922年6月的薩姆松）。希臘海軍有封鎖黑海沿岸的能力，尤其是在第一次和第二次伊諾努、屈塔希亞-埃斯基謝希爾和薩卡里亞戰役之前和期間，他阻止了多次武器和彈藥的運輸。
對於希臘軍隊來說，充足的補給一直是一個很大的問題。雖然希臘軍隊不缺乏人、勇氣或熱情，但很快地，他就幾乎缺乏其他的一切。由於經濟的不景氣，希臘無法維持長時間的動員戰爭。根據1922年5月的一份英國報告，有60,000名安納托利亞本土希臘人、亞美尼亞人和切爾克斯人在希臘佔領下服役（其中6,000-10,000人是切爾克斯人）。相比之下，由於第一次世界大戰期間有150萬軍人傷亡，土耳其人也很難找到足夠健康的人來參與戰爭。很快地，希臘軍隊就超出了其後勤結構所能支撐的限制，以致無法在最初的非正規土耳其軍隊和後來的正規土耳其軍隊的不斷攻擊下，保住這麼廣大的占領地。因此，認為如此龐大的部隊可以主要通過“靠陸為生”來維持進攻的想法被證明是錯誤的。儘管希臘軍隊在1921年9月之後不得不保留大片領土，但希臘軍隊的機動化程度還是高於土耳其軍隊。希臘軍隊還有63,000只運輸動物、4,036輛卡車和1,776輛汽車/救護車（根據希臘陸軍歷史局的數據，包括救護車在內的卡車總數為2,500輛）。其中只有840輛被用於向安哥拉進軍，還有1,600頭駱駝和大量牛馬車，而土耳其軍隊則依靠動物運輸。他們有67,000頭牲畜（其中被用作：3,141輛馬車、1,970輛牛車、2,318輛農車和71輛輝騰），但只有198輛卡車和33輛汽車/救護車。
隨著希臘人的供應情況惡化，土耳其人的情況有所改善。在穆德羅斯停戰協議之後，盟軍解散了鄂圖曼軍隊，沒收了所有鄂圖曼的武器和彈藥，因此，正在組建新軍隊的土耳其民族運動急需武器。除了盟軍尚未沒收的武器，他們從國外得到了蘇俄的支持，代價是將巴統送給蘇俄。蘇俄還向土耳其民族運動提供了貨幣援助，援助的程度雖沒到他們所承諾的這麼多，但仍幾乎可以彌補所承諾的武器供應之巨大不足。蘇俄支持他們的主要原因之一是因為盟軍在俄羅斯領土上與布爾什維克政權作戰，因此土耳其的反對派受到莫斯科的青睞。義大利人因失去本屬他們的士麥那而憤憤不平，他們利用他們在安塔利亞的基地來武裝和訓練土耳其軍隊，以協助凱末爾主義者對抗希臘人。
一位英國武官於1921年6月視察了希臘軍隊，他說：「這是我從未見過的更加高效的戰鬥機器。」後來他寫道：「現在準備好並渴望推進的希臘小亞細亞隊是這個國家有史以來投入戰場的最強大的力量。它的士氣相當高漲。從巴爾幹地區的標準來看，它的員工很有能力，紀律和組織也相當良好。」土耳其軍隊則擁有堅定而稱職的戰略和戰術指揮部，並由參與過第一次世界大戰的老兵指揮。此外土耳其軍隊享有地形防禦優勢，可以以新的「區域防禦」形式執行。
穆斯塔法·凱末爾在共產主義者眼中是革命者，在保守派眼中是傳統和秩序的保護者，在民族主義者眼中是愛國軍人，是宗教界的穆斯林領袖，因此他能夠招募到所有土耳其人並激勵他們進行戰鬥。土耳其民族運動還因此吸引了不少同情者，尤其是來自遠東國家的穆斯林。孟買的Khilafet委員會設立了一項基金來幫助土耳其軍隊，並發送財政援助和源源不絕的鼓勵信。不過並非所有的錢都會被使用，穆斯塔法·凱末爾決定不使用Khilafet委員會寄來的錢。這筆錢後來在鄂圖曼銀行出現。獨立戰爭之後，他後來被用於建立伊斯銀行。

## 雙方的暴行和種族清洗

### 土耳其對希臘人和亞美尼亞人的種族滅絕
魯道夫·拉梅爾估計，從1900年到1923年，不同的土耳其政權殺害了3,500,000到超過4,300,000亞美尼亞人、希臘人和亞述人。拉梅爾估計在1919年至1922年的土耳其獨立戰爭期間，有440,000名亞美尼亞平民和264,000名希臘平民被土耳其軍隊殺害。然而，他還在第488行中給出了他對1.428至438.8萬死亡人數的研究中的數字，其中278.1萬是亞美尼亞人、希臘人、景教人、土耳其人、切爾克斯人等。記者阿諾德·約瑟·湯恩比還說：土耳其軍隊明確地、個別地、蓄意地燒毀了這些村莊的每棟房子，向它們潑汽油，並小心翼翼地確保它們被完全摧毀。整個1920-23年土耳其獨立戰爭期間發生了大屠殺，尤其是東部和南部的亞美尼亞人，以及黑海地區的希臘人。
錫瓦斯省省長Ebubekir Hâzım Tepeyran於1919年表示，屠殺是如此可怕，以至於他無法不去報告。他提到了黑海地區對希臘人犯下的暴行，據官方統計，1921年有11,181名希臘人被努爾丁帕夏（因殺害士麥那金口而臭名昭著）指揮的中央軍隊殺害。一些議會代表要求判處努爾丁帕夏死刑，並決定對他進行審判，但後來因穆斯塔法·凱末爾的干預而撤銷了審判。坦納·阿卡姆寫道，據一家報紙報導，努爾丁帕夏提議殺死安納托利亞所有剩餘的希臘和亞美尼亞人，但穆斯塔法·凱末爾拒絕了這一建議。
還有幾篇當代西方報紙文章報導了土耳其軍隊對居住在安納托利亞的基督徒人口（主要是希臘和亞美尼亞平民）犯下的暴行。例如，據倫敦時報報導，「土耳其當局坦率地表示，他們故意讓所有希臘人死亡，他們的行動支持了他們的說法。」愛爾蘭報紙《貝爾法斯特新聞通訊》寫道：「安哥拉土耳其人現在正在實施的關於野蠻和殘忍的駭人聽聞的故事是在小亞細亞消滅基督教少數群體的系統政策的一部分。」據《基督教科學箴言報》報導，由於基督教在勤奮方面的優越性以及隨之而來的土耳其人的嫉妒和自卑感，土耳其人認為他們需要謀殺這些基督教少數民族來洩憤。這篇論文寫道：「結果是在土耳其人的頭腦中滋生了恐慌和嫉妒的感覺，這在後來的幾年裡使他們陷入抑鬱。他們相信他們無法在和平藝術方面與他們的基督教臣民競爭，尤其是那些受過良好的教育且太勤奮的基督徒和希臘人。因此，他們不時試圖通過驅逐和屠殺來試圖糾正這種平衡。如果列強持續冷酷無情、不明智地試圖使土耳其對基督徒的暴政永久化，那麼這將再次成為土耳其過去幾代人的立場。」據《蘇格蘭人報》報導，1920年8月18日，土耳其人在小亞細亞伊斯米德東南部的卡拉穆薩爾Feival區，屠殺了5,000名基督徒。據一些西方報紙報導，在此期間也發生了針對亞美尼亞人的屠殺，不約而同地延續了1915年鄂圖曼帝國對亞美尼亞人的種族滅絕的政策。1922年2月25日，本都地區的24個希臘村莊被燒毀。美國報紙《亞特蘭大觀察報》寫道：「從本都婦女和兒童燃燒的屍體的氣味表示，這是對希臘軍隊撤出後小亞細亞基督徒正在等待什麼的警告。」據貝爾法斯特通訊社報導，在1922年的頭幾個月裡，10,000名希臘人被反攻中的凱末爾軍隊殺害。根據費城晚報，土耳其人繼續實行奴隸制，為他們的後宮攫取婦女和兒童，並強奸了無數婦女。《基督教科學箴言報》寫道，土耳其當局還會阻止傳教士和人道主義援助團體幫助那些家園被燒毀的希臘平民，儘管後來有大量援助，土耳其當局還是會設法讓這些人死去。《基督教科學箴言報》寫道：「土耳其人正試圖以比1915年對亞美尼亞人大屠殺更有力的方式消滅希臘人。」
對居住在本都地區的本都希臘人的暴行，在希臘和賽普勒斯被認為是本都種族滅絕。根據時任紐約州州長喬治·派塔基 (George Pataki) 於2002年發表的一項公告：小亞細亞的希臘人在土耳其政府批准的旨在取代他們的系統性運動中遭受了無法估計的殘忍對待；摧毀希臘城鎮和村莊，並在希臘人佔多數的地區（例如黑海沿岸、本都和士麥那附近地區）屠殺數十萬平民；那些倖存下來的人被從土耳其流放，今天他們和他們的後代生活在眾多的希臘僑民中。

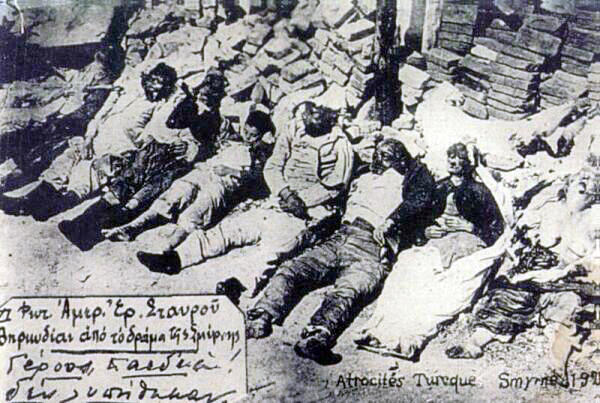
士麥那大火的希臘受害者

到1922年9月9日，土耳其軍隊已進入士麥那，而希臘當局則在兩天前離開。隨之而來的是大規模的混亂，基督徒人口遭受士兵和土耳其居民的襲擊。包括士麥那金口在內的人都被土耳其士兵用私刑處死，9月13日，該市亞美尼亞區的一場大火吞沒了該市的基督教海濱，使該市遭到破壞。火災的責任是一個有爭議的問題，有些消息來源是土耳其人肇事，有些消息來源則是希臘人或亞美尼亞人肇事。大約50,000到100,000名希臘人和亞美尼亞人在火災和伴隨的大屠殺中喪生。

### 希臘對土耳其人的大屠殺

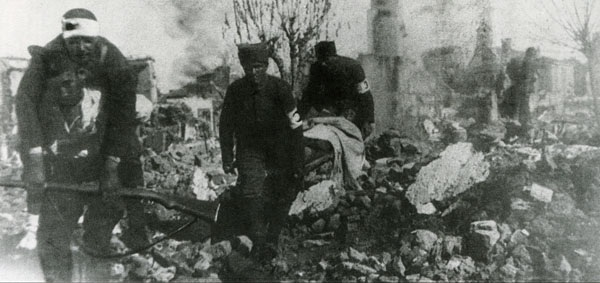
在希臘軍隊放棄該鎮（1922年8月）後，土耳其醫務人員在前往伊茲密爾的途中抵達該鎮並營救傷員。

英國歷史學家阿諾德·約瑟·湯恩比寫道，希臘於1919年5月15日在登陸士麥那後發生了有組織的暴行。他還說，他和他的妻子親眼目睹了希臘人在亞洛瓦、蓋姆利克和伊茲米特地區犯下的暴行，他們還獲得了豐富的物證，例如「燒毀和掠奪的房屋、最近的屍體和遭受恐怖襲擊的倖存者」，但也目睹了希臘平民的搶劫和身著制服的希臘士兵隨意縱火。湯恩比寫道：希臘軍隊一登陸，就開始對土耳其平民實施暴行，因為他們「破壞了肥沃的梅恩德（河曲）山谷」，並迫使成千上萬的土耳其人逃到被希臘人控制的地區的邊界以外避難。殖民地事務大臣、後來的英國首相溫斯頓·邱吉爾將相關具體活動與土耳其方面的種族滅絕政策進行了比較，他指出與「從特拉比松和薩姆松地區相當誇張地大規模驅趕希臘人」相比，希臘的暴行已經算是「小規模的」了。
在貝爾加馬戰役期間，希臘軍隊在梅內門對土耳其平民進行了屠殺，造成200人死亡、200人受傷。一些土耳其消息來源聲稱梅內門大屠殺的死亡人數為1000人。根據阿諾德·約瑟·湯恩比的說法，1921年6月2 日，伊茲密特發生大屠殺，造成300多名土耳其平民死亡。
身為國際聯盟委員會成員的英國軍官哈羅德·阿姆斯特朗 (Harold Armstrong) 報告說，當希臘人從士麥那開始往東推進時，他們屠殺和強奸了不少平民，並在他們前進的過程中持續焚燒和掠奪。約翰內斯·科爾莫丁 (Johannes Kolmodin) 是住在士麥那 (Smyrna) 的瑞典東方學家。他在信中寫道，希臘軍隊燒毀了250個土耳其村莊。在一個村莊，希臘軍隊要求提供 500金里拉以拯救該鎮，然而在付款之後，該村仍然被廢棄了。
由英國、法國、美國和義大利軍官組成的國際聯盟委員會，和日內瓦國際紅十字會代表M. Gehri，分別編寫了兩份關於他們對亞洛瓦半島大屠殺的調查的合作報告。這些報告發現希臘軍隊對土耳其居民犯下了有系統的暴行。委員們提到了「對土耳其村莊的焚燒和搶劫」、「希臘人和亞美尼亞人對土耳其人的暴力對待」以及「對穆斯林人口進行系統性破壞和滅絕的計劃」。盟軍委員會在1921年5月23日的報告中還指出，「該計劃是由希臘和亞美尼亞軍隊執行的，他們似乎受希臘的指示下行動，有時甚至得到正規軍分遣隊的協助」。盟國委員會還表示，村莊的破壞和穆斯林人口的消失，可能是為了在該地區創造有利於希臘政府的政治局勢。盟軍的調查還指出，這些具體事件是對土耳其過去幾年普遍壓迫的報復，尤其是對土耳其一年前在馬爾馬拉地區犯下的暴行進行報復，當時幾個希臘村莊被燒毀，數千名希臘人被屠殺。
阿諾德·約瑟·湯恩比 (Arnold J. Toynbee) 寫道，他們獲得了令人信服的證據，表明自1921年6月以來，希臘佔領區的其餘大部分地區都開始了類似的暴行。他表示說：「士麥那城的突厥人的處境，可以毫不誇張地稱之為『恐怖統治』，可以推斷他們在鄉村地區的待遇也將變得越來越差。」然而，湯恩比沒有註意到盟軍的報告得出的結論是，土耳其人在伊斯米德半島犯下的暴行「比希臘人的暴行更為嚴重和兇殘」。總的來說，正如英國情報報告所報導的那樣：「佔領區的土耳其居民在大多數情況下都毫無異議地接受了希臘統治的到來，在某些情況下毫無疑問地，它比似乎建立在恐怖主義基礎上的土耳其民族主義政權更受歡迎」。英國軍事人員觀察到，烏沙克附近的希臘軍隊因「擺脫了土耳其民族主義軍隊的許可和壓迫」而受到穆斯林民眾的熱烈歡迎，希臘軍隊對穆斯林人口有「偶爾的不當行為」，不過通常肇事者會被希臘當局起訴，而「最壞的惡棍」是「希臘軍隊招募的少數亞美尼亞人」，他們隨後便被送回君士坦丁堡。賈斯汀·麥卡錫報告說，在洛桑條約談判期間，土耳其代表團的首席談判代表伊斯麥特·伊諾努估計，有150萬安納托利亞土耳其人在希臘佔領區被驅逐或死亡。其中，麥卡錫估計有860,000人避難，640,000人死亡；許多（如果不是大多數）死者大多也是難民。人口普查數據比較表明，有1,246,068名安納托利亞穆斯林成為難民或直接死亡。然而，麥卡錫的工作遭到了學者的嚴厲批評，他們將麥卡錫的觀點定性為對土耳其和土耳其官方立場的無可辯駁的偏見，以及否認種族滅絕的發生。作為洛桑條約的一部分，希臘承認有義務對在安納托利亞造成的損失進行賠償，但由於希臘的財政困難，土耳其同意放棄所有此類的相關索賠。

### 希臘焦土策略

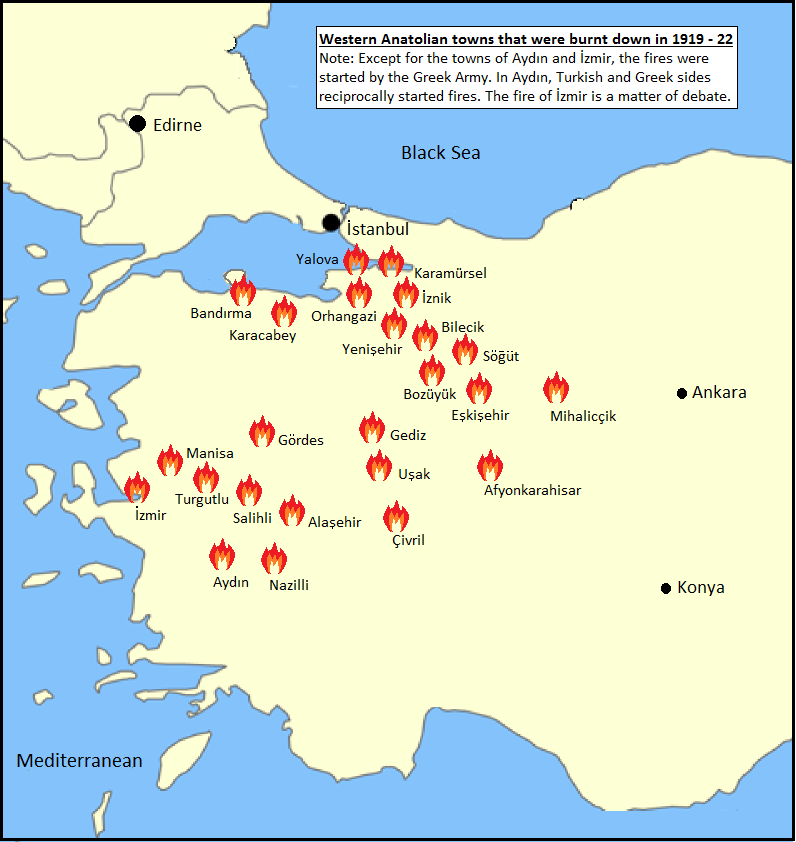
根據洛桑土耳其代表團的報告，洛桑會議（1922-23年）。

根據一些消息來源，撤退的希臘軍隊在戰爭的最後階段，也就是逃離安納托利亞時，執行了焦土策略。中東歷史學家悉尼·內特爾頓·費舍(Sydney Nettleton Fisher) 寫道：「撤退的希臘軍隊奉行了焦土政策，並對沿途手無寸鐵的土耳其村民犯下了所有已知的暴行。」諾曼·奈馬克指出：「希臘撤退時對當地居民與村莊的破壞甚至比佔領之時還要嚴重」。
當時的美國駐君士坦丁堡副領事詹姆士·羅德·派克在希臘撤離後立即巡視了大部分受災地區，並報告了他所看到的伊茲密爾周邊城鎮的情況，例如馬尼薩火災。
金羅斯寫道：「其路徑上的大多數城鎮已經成為廢墟。烏沙克的三分之一已不復存在。阿拉希希爾只不過是一個黑色的猶如洞穴般的玷污了山坡。一個又一個村莊變成了一個灰燼堆。在歷史悠久的聖城馬尼薩的一萬八千座建築中，只剩下五百座倖存。」
在撤退期間希臘暴行的一個例子中，在1922年2月14日，在艾丁·維拉耶的土耳其村莊Karatepe，在被希臘人包圍後，所有居民都被關進了清真寺，然後清真寺被燒毀。少數逃過火災的人則被槍殺。義大利領事M. Miazzi報告說，他剛剛訪問了一個土耳其村莊，希臘人在那裡屠殺了大約60名婦女和兒童。該報告隨後得到了法國領事Kocher的證實。

### 人口交換
根據土耳其和希臘政府簽署的人口交換條約，土耳其的希臘東正教公民和居住在希臘的土耳其和希臘穆斯林公民可以允許在兩國之間進行人口交換。大約1,500,000名東正教基督徒，即來自土耳其的希臘族和土耳其族，以及大約500,000名來自希臘的土耳其人和希臘穆斯林，被趕出原本家園。M. Norman Naimark聲稱該條約是為土耳其歷史學家Dinah Shelton創造一個種族純潔家園的種族清洗運動之最後一部分，同樣寫道「洛桑條約完成了該國希臘人的強行轉移」。
1914年~1922年間，很大一部分希臘人被迫離開他們祖先的家園愛奧尼亞、本都和東色雷斯。在洛桑條約簽署後，這些難民以及來自安納托利亞的希臘裔美國人被禁止返回家園。

## 註腳
1. ↑  1919年至1920年間，土耳其僅依靠土耳其革命者等非正規部隊進行作戰。到了1920年底，土耳其正式建立他們的正規軍。第一次伊諾努戰役是土耳其正規軍第一次與希軍作戰。
2. ↑  同樣一個師的規模，希臘的師至少比土耳其的師多四分之一以上。在1922年的時候，土軍每個師平均約七千至八千人，而希軍每個師則均超過一萬人。
3. ↑  土耳其稱之為西線戰役（土耳其語：Batı Cephesi，羅馬化：Garb Cebhesi)[25]；希臘稱之為小亞細亞行動（羅馬化：Mikrasiatikí Ekstrateía）或者小亞細亞之災（羅馬化：Mikrasiatikí Katastrofí）。又稱希臘入侵安納托利亞[26]。
4. ↑  英國代表野兔將軍； 法國代表布努斯特將軍； 義大利代表達奧利奧將軍； 美國代表布里斯托爾海軍上將

## 外部連結
- (map), Omniatlas,   [2019-09-06], （原始内容存档于2015-03-16）.